# Танаско Рајић
Атанасије Рајић (Страгари, 31. јануар/11. фебруар 1754 — Љубић, 8. мај/6. јун 1815), познат по надимку Танаско, био је српски војсковођа и војвода, један од најистакнутијих личности Српске револуције. Био је барјактар у Првом српском устанку и капетан у Другом српском устанку.
Рођен је у селу Страгари под Рудником 1754. године. Његови најближи потомци тврде да је рођен 31. јануара по старом, односно 11. фебруара по новом календару, на Светог Атанасија зимског по коме је добио име Атанаско, тј. Танаско. Погинуо је током боја на Љубићу 1815. године.

## Први српски устанак
Пре почетка устанка друговао је са својим земљаком Јанићијем Ђурићем, касније Карађорђевим секретаром. Са њиме се и ородио оженивши једног од својих синова са Перуником, млађом Ђурићевом сестром. Са Карађорђем и другим шумадијским хајдуцима учествовао је у многим обрачунима са Турцима. У његовом крају по свирепости је био познат Турчин Сали-ага. Танаско Рајић се удружује са својим пријатељима у намери да потуче Сали-агу. Био је упућен на договарање која су вођена међу истакнутим Србима за подизање устанка. Вече уочи Сретења 1804. године приспео је Танаско у Орашац заједно са Карађорђем, Станојем Главашем, Јанићијем Ђурићем и још шездесетак наоружаних Шумадинаца. Сутрадан, на орашком збору бирао се предводитељ српски. Танаско је са својим Шумадинцима углас повикао: „Ђорђија за вођу!“ Карађорђе је црвено-белу заставу предао Танаску Рајићу. Тим чином Танаско је постао барјактар устаничке Србије.
По избијању устанка, Танаско је отишао у своје родно село и тамо прикупљао и организовао људе за опсаду Рудника која је уследила. Танаско је био огорчен на Сали-агу и обећао је да ће га лично убити и спасти Рудник зулума. Устаничка војска са Танаском на челу је 2. марта 1804. опколила град и затражила предају Сали-аге. Турци су ово одбили, припремајући се за борбу, очекујући помоћ Кучук-Алије из Београда. Танаско Рајић је командовао нападом. У међувремену Турцима су стигла појачања из Чачка, па се развио јак бој на прилазима граду. Танаско Рајић је тада рањен у руку, Турци су били поражени, а њихови коњи и наоружање заплењени.
У стварању првих државних власти Танаско није учествовао. Све време остао је само војник и то веома храбар. Када су му Шумадинци испоручили Сали-агу, Танаско је исукао своју сабљу пред клечећим Турчином и рекао да ће испунити своје завештање. Сали-ага је посечен. У даљим војевањима Карађорђа, Танаско Рајић учествује против Алије Гушанца на Морави када је са својом војском утврдио Црни врх код Јагодине и сачекао Гушанца. Гушанац је побегао из боја, а његова војска је разоружана. У овој борби је Рајић рањен. Поред Танаска Рајића у боју се истакао и Јован Курсула. Након ових успеха, долази до трвења између Танаска и Карађорђа. Узроци су били политичке природе, јер устаницима није одговарао Карађорђев централизам. Танаско Рајић одлази у своје село. Ту је остао све до 1813. године. Када је Србија допала тешкоћа, Танаско је пружио Карађорђу руку помирења и отишао у његов штаб у Јагодини, како би му помогао да брани Србију. После пропасти устанка, Танаско Рајић се поново вратио у своје село и гледао турску освету.

## Други српски устанак
Иако је био тада већ у годинама, Танаско Рајић је одмах подржао Милошев Други српски устанак и кренуо опет да се бори. Као главни командант устаничких снага, Танаско Рајић је кренуо да протера Турке из Чачанске нахије.
До пресудног боја је дошло на брду Љубићу, 6. јуна 1815. године. Турски заповедник Имшир-паша је кренуо да разбије српске положаје недалеко од Чачка. Спремајући се за одсудну борбу, српски устаници су у журби утврђивали шанчеве на Љубићу, око километар и по северно од Чачка, где се Имшир-паша сместио. 
Борба је започета у јутарњим часовима препадом Турака на српске положаје, а устаници су се на почетку боја држали храбро.
Танаско Рајић је командовао батеријом топова на оближњем брдашцу. Пред почетак битке, Танаско Рајић је постао капетан у војсци Милоша Обреновића. Вешто је руковао топовима. На самом почетку боја, Танаско Рајић је прецизно тукао турске положаје, па су Турци опколили његов положај. Ситуација је постала тешка, али се Танаско није ниједног тренутка одвајао од својих топова. Он је бодрио устанике речима „Та стан'те браћо, ако Бога знате! Што сте се тако преплашили! Та и из Турака тече крв, као и из нас. Зар остављате топове, а не знате како смо их желели и за њима уздисали.” Кад су Турци сасвим продрли у шанчеве где се Танаско Рајић налазио, престао је да командује паљбом, извадио кубуру, попео се на један топ и почео да пуца у Турке са речима:„Ових топова не остављам, док ме Турци свега не исеку.” Турци су га опколили и у бесу исекли на комаде по речима очевидаца. У овој бици је погинуо и заповедник турске војске Имшир-паша, а српска војска се после Танаскове погибије консолидовала и успешно добила бој, након чега су се Турци повукли у Чачак.
Глава Танаскова је узидана, заслугом игумана вољевачког Максима, поред зида, код леве певнице цркве манастира Вољавча.

## Занимљивости
Жена Танаска Рајића се звала Јања, али су је од милоште због старости звали баба-Јања.
Његов праунук је песник Велимир Рајић. По њему се зове ОШ „Танаско Рајић” Чачак.
У оквиру стрип изложбе „Ево мене, ето вас: Сећања кнеза Милоша на Други српски устанак” коју је илустровао Горан Ђукић Горски, Танаско Рајић је приказан, како током боја на Љубићу одбија да остави топове и јуначки гине.
У Страгарима се налази Кућа Танаска Рајића.